# Кіберсоціалізація/Temp
Кіберсоціалізація— (від грец. Kybernetike— «мистецтво управління», від грец. kybernao— «правлю кермом, управляю», від грец. Κυβερνήτης— «керманич» та англ. socialization— соціалізація) віртуальна комп'ютерна соціалізація особистості, як локальний процес якісних змін структури особистості, який відбувається в результаті соціалізації людини в кіберпросторі віртуального соціалізуючого кіберпростору, тобто у процесі використання його ресурсів і комунікації з віртуальними агентами соціалізації, які зустрічаються людині у глобальній мережі Інтернет (у процесі переписки за допомогою e-mail, на форумах, у чатах (мається на увазі виду IRC (Internet Relay Chat), блогах, інтернет-пейджерах, телеконференціях та online-іграх). Вперше термін «кіберсоціалізація» був введений російським науковцем В.А. Плєшаковим у 2005 році.
Кіберсоціалізація — це по суті процес оволодіння навичками користування інтернетом, різноманітними програмними продуктами для комунікації в віртуальній мережі, а також за допомогою чат-ботів та віртуальних співрозмовників, наслідком якого є специфічна соціалізація особистості.

## Зміст та дослідження поняття «кіберсоціалізація»
В. Плєшаков у своїх дослідженнях вказує, що з появою всесвітньої мережі Інтернет сучасна людина, як представник виду Homo Sapiens, на рубежі ХХ–ХХІ століть перетворюється на новий вид Homo Cyberus.
Соціолог С.В.Бондаренко визначає кіберсоціалізацію як інтеграцію користувача у соціокультурне середовище, що проходить за допомогою засвоєння технологій комунікації, інформаційної культури, соціальної навігації, інформаційної грамотності, а також соціальних норм, цінностей і рольових вимог.
У процесі кіберсоціалізації в людини виникає низка нових, фактично кіберонтологічних очікувань та інтересів, мотивів і цілей, потреб і установок, а також форм психологічної та соціальної активності, безпосередньо пов'язаних з кіберпростором.
Віртуальне середовище, поряд з природним, просторово-географічним, соціальним, культурним, ландшафтно-архітектурним тощо— відіграє значну роль як у повсякденному житті сучасної людини, так і в професійній діяльності.
Набільшим феноменом кіберсоціалізації є: виникнення мережевого суспільства, соціальних мереж, чатів та віртуальних співрозмовників (віртуальних чат-ботів).